# Club Korfbal Vallparadís
El Club Korfbal Vallparadís (CK Vallparadís), conegut com a Korfbal Assessoria Vallparadís fins a la temporada 2017-18, és un club de korfbal de la ciutat de Terrassa, fundat l'any 2000. Compta amb diversos equips, i és present a moltes de les categories del korfbal català.
Va esdevenir el primer club català en guanyar una competició continental de korfbal, l'Europa Shield 2009, fet que va ser reconegut als IX Premis d'Honor Esport Català. Anteriorment ja havia aconseguit el subcampionat d'aquesta competició internacional, l'any 2007. Va tornar a guanyar l'Europa Shield per segona vegada a l'edició 2010-11 i per tercera vegada l'any 2013.

## Palmarès
- 3 Europa Shield de corfbol: 2008-09, 2010-11, 2012-13
- 7 Lligues Catalanes de corfbol: 2010-11, 2013-14, 2014-15, 2015-16, 2016-17, 2020-21, 2021-22
- 8 Copes Catalunya de corfbol: 2006-07, 2013-14, 2014-15, 2015-16, 2016-17, 2018-19,2023-24,2024-25.
- 4 Supercopes Catalanes de corfbol: 2014-15, 2016-17, 2017-18,2024-25
- 1 first round Champions league Final 2023-24